# Ben Gastauer
Ben Gastauer (* 14. November 1987 in Dudelange) ist ein ehemaliger luxemburgischer Radrennfahrer.

## Sportliche Laufbahn
Ben Gastauer begann seine Laufbahn beim Verein Le Pedale 07 Schifflange. Bis 2004 konzentrierte er sich auf seine Ausbildung und ein Sprachenstudium und betrieb den Radsport dazu parallel.
2005 wurde Gastauer erstmals luxemburgischer Meister im Einzelzeitfahren, noch in der der Juniorenklasse. Im Jahr darauf gewann er in der U23-Klasse das Straßenrennen und verteidigte 2007 diesen Titel. 2008 wurde er nationaler U23-Meister im Zeitfahren und 2012 Meister der Elite in dieser Disziplin. 2009  gewann er das U23-Etappenrennen Tour des Pays de Savoie und fuhr anschließend als Stagiaire für Ag2r La Mondiale.
Mit Beginn der Saison 2010 erhielt Gastauer einen regulären Vertrag bei Ag2R. Er startete 2011 erstmals bei einer Grand Tour, dem Giro d’Italia. Bis einschließlich 2020 bestritt er insgesamt zwölf große Rundfahrten. Seine beste Platzierung war Rang 21 bei der Tour de France 2014. Im Jahr 2015 entschied er die Gesamtwertung und eine Etappe der Tour du Haut-Var, einem Wettbewerb hors categorie für sich, womit ihm sein wichtigster Erfolg gelang.
Im August 2021 erklärte Gastauer aus gesundheitlichen Gründen seinen Rücktritt vom aktiven Radsport zum Saisonende.

## Erfolge
2005
- Luxemburgischer Meister – Einzelzeitfahren (Junioren)

2006
- Luxemburgischer Meister – Straßenrennen (U23)

2007
- Luxemburgischer Meister – Straßenrennen (U23)

2008
- Luxemburgischer Meister – Einzelzeitfahren (U23)
- Ruota d’Oro

2009
- Gesamtwertung und eine Etappe Tour des Pays de Savoie
- Luxemburgischer Meister – Einzelzeitfahren (U23)
- Luxemburgischer Meister – Straßenrennen (U23)

2012
- Luxemburgischer Meister – Einzelzeitfahren

2015
- Gesamtwertung und eine Etappe Tour du Haut-Var

2016
- Bergwertung Tour du Haut-Var

## Grand Tours-Platzierungen
| Grand Tour            | 2011 | 2012 | 2013 | 2014 | 2015 | 2016 | 2017 | 2018 | 2019 | 2020 | 2021 |
| --------------------- | ---- | ---- | ---- | ---- | ---- | ---- | ---- | ---- | ---- | ---- | ---- |
| Giro d’ItaliaGiro     | 88   | 67   | 51   | –    | –    | –    | 29   | –    | 79   | DNF  | –    |
| Tour de FranceTour    | –    | –    | –    | 21   | DNF  | 61   | 37   | –    | –    | –    | –    |
| Vuelta a EspañaVuelta | –    | 81   | 65   | –    | –    | –    | –    | 36   | –    | –    | –    |